# シュワルツコフ プロフェッショナル

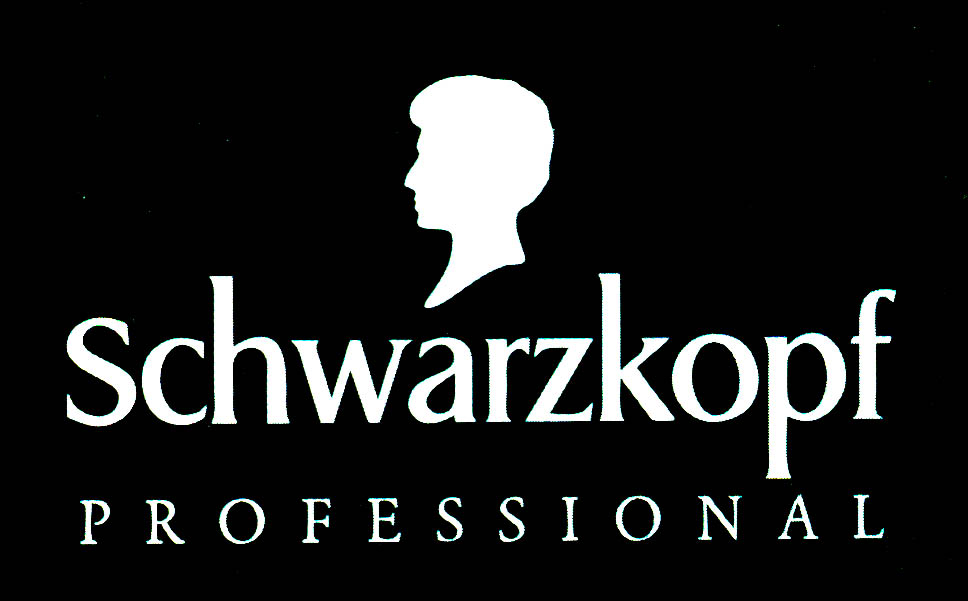
ブランドロゴ

シュワルツコフ プロフェッショナル（Schwarzkopf Professoinal）は、ドイツに本社を置くヘンケルが展開する、プロフェッショナル専用頭髪化粧品ブランドである。またヘンケルジャパン株式会社の事業本部の一つであり、東京都品川区東品川（天王洲アイル）に所在、大阪・名古屋・広島・福岡に営業支店と北海道に札幌出張所がある。

## 概要
1903年に薬剤師のハンス・シュワルツコフが、ドイツで初めてのパウダーシャンプーを発売して以来、100年以上の歴史を持つヘア・コスメティックブランド。ドイツのみならず世界中の美容室で評価され、数多くのトップヘアスタイリストに愛用されているという。
日本では1969年よりビジネスを展開。その後、1996年にドイツのヘンケル社が、同じくドイツのヘキスト社よりシュワルツコフの株式を完全に取得したことにより、ヘンケルグループの事業部となる。
2005年には、ヘンケルグループが2001年に日本で買収したヘアカラーメーカー、山発産業（当時の名称はヘンケル ライオン コスメティックス）のプロフェッショナル（業務用）ブランドである、サイオスとアンを統合。
他に2009年秋に発売した、グリーンブランドのエッセンシティがある。

## ロゴマーク
人の頭の形をした黒いシルエットのロゴマーク「ブラックヘッド」。ちなみにシュワルツコフとは、ドイツ語で黒い頭という意味。シュワルツ＝黒、コフ＝頭。
1903年、創業者のハンス・シュワルツコフがドイツ初のパウダーシャンプーの成功を祝して商品に印したもの。ベルリンの俳優ロルフ・ベルンハントをモデルにしている。翌年には、登録商標として広告に使用され、以後全てのパッケージに表現されるようになった。

## 略歴
1950年以前
1898年 - 薬剤師ハンス・シュワルツコフが現在のベルリン市シャルロッテンブルク地区に小さな薬局を設立。
1903年 - ドイツで初めてのパウダーシャンプーを発売。
20世紀後半
1969年 - シュワルツコフ日本に上陸。
1979年 - パーマのトータルシステム「ナチュラル スタイリング」発売。
1982年 - 日本独自の処方「イゴラ グレイシェード」を発売。
1983年 - 日本の外資メーカーで初めてシステインパーマ「シルエタ システイン」を発売。
1984年 - 日本で大ヒットとなるリンスレスシャンプー「アミゾーネ」を発売。
1991年 - ロングセラーとなるスタイリングライン「シルエット」発売。
1996年 - ドイツのヘンケル社がシュワルツコフの株式を完全に取得。ヘンケルジャパン系列となる。
2000年代以降
2003年 - 世界初のフラッグシップアカデミー「ASK TOKYO」が東京・汐留に誕生。
2007年 - ASK OSAKAを大阪・心斎橋に移転しリニューアル。
2008年 - クラブイベント、essential looks nightを東京、大阪、名古屋、福岡で開催される。
2009年 - 創業111周年記念パーティがドイツにて実施される。

## 主なブランド
- OSiS+（オージス） - スタイリング剤
パッケージは銀色地に赤字のものと、赤地に銀色字のものがある。
- ESSENSITY（エッセンシティ） - カラー、ケア、スタイリング
パッケージは緑。
- IGORA（イゴラ） - カラー剤
イゴラ ロイヤル クラサージュ
イゴラ ロイヤル イマジア
イゴラ ロイヤル プラス
イゴラ メリール
- BC KUR（BCクア） - トリートメント剤
パッケージは白。「ヘア&スキャルプ」シリーズの商品は、下側に銀色地で「HAIR&SCALP」と表示されている。
エステティーク クア
フォルム クア
モイスチャー クア
カラークア スペシフィーク
カラークア プラス
クア スタイリング
- シルエット - スタイリング剤
- アビリタ - スタイリング剤
- ナチュラル スタイリング - パーマ剤
バイタル